# نمایش مصائب (فیلم)
نمایش مصائب (به انگلیسی: Passion Play) فیلم درام به کارگردانی و نویسندگی میچ گلازر، محصول سال ۲۰۱۰ است. میکی رورک، مگان فاکس، ریس آیفنز و بیل مری بازیگران این فیلم هستند. فیلم برداری این فیلم از دسامبر ۲۰۰۹ شروع، و در فستیوال فیلم ۲۰۱۰ تورنتو به نمایش درآمده است.

## داستان
نیت (میکی رورک)، که قبلاً یک نوازنده جاز بوده و به دلیل مصرف هروئین از کارش کنار کشیده، حالا پاک شده است. پس از اجرا در یک کنسرت در شب، به او حمله می‌کنند و همراه دوستش به یک ماشینی می‌اندازند. نیت پس از مدتی بیدار می‌شود و می‌بیند که می‌خواهند او و دوستش را در یک بیابان رها کنند و سپس بکشند. پس از اتفاق‌های فراوان او می‌تواند از دست آن‌ها فرار کند و بعد از مدتی راه رفتن به سیرکی می‌رسد و با لی لی (مگان فاکس)، دختر زیبای بالداری، ملاقات می‌کند و پس از داستان‌های فراوانی او را با خود همراه می‌کند و ...

## بازیگران و شخصیت‌ها
- میکی رورک در نقش نیت پول
- مگان فاکس در نقش لی لی
- بیل مری در نقش هپی شانون
- ریس آیفنز در نقش سم آدامو
- رابرت ویسدم در نقش مالکولم